# Station Emmeloord
Station Emmeloord was de naam voor een gepland treinstation aan de Zuiderzeelijn bij Emmeloord. Met het afblazen van de Zuiderzeelijn waren ook de kansen voor dit station verkeken. In de nieuwe plannen voor de Lelylijn komt ook weer een station Emmeloord voor.

## Ligging en inpassing in het landschap
Het station had aan de oostkant van Emmeloord moeten komen. Het tracé rond Emmeloord is een bijzonder aandachtspunt omdat de inpassing in het landschap gecompliceerd is. De Noordoostpolder is op de voorlopige lijst van de UNESCO opgenomen, en hoewel een spoorlijn voor een groot deel met de rijksweg A6 kan worden gebundeld, kon dat ter plaatse niet vanwege de krappe boog in de A6. Daarom moest de A6 verhoogd worden gekruist, en zou een station Emmeloord ofwel direct aan de oostkant van de A6 op verhoogd niveau komen te liggen, ofwel in het verlengde van de A6 vanuit Flevoland, ter hoogte van de N331, eveneens verhoogd. In de superbus-variant zou Emmeloord een station krijgen ten oosten van de A6, net ten noorden van het knooppunt met de N50, op maaiveldhoogte.